# Distúrbios de Jaffa de 1921

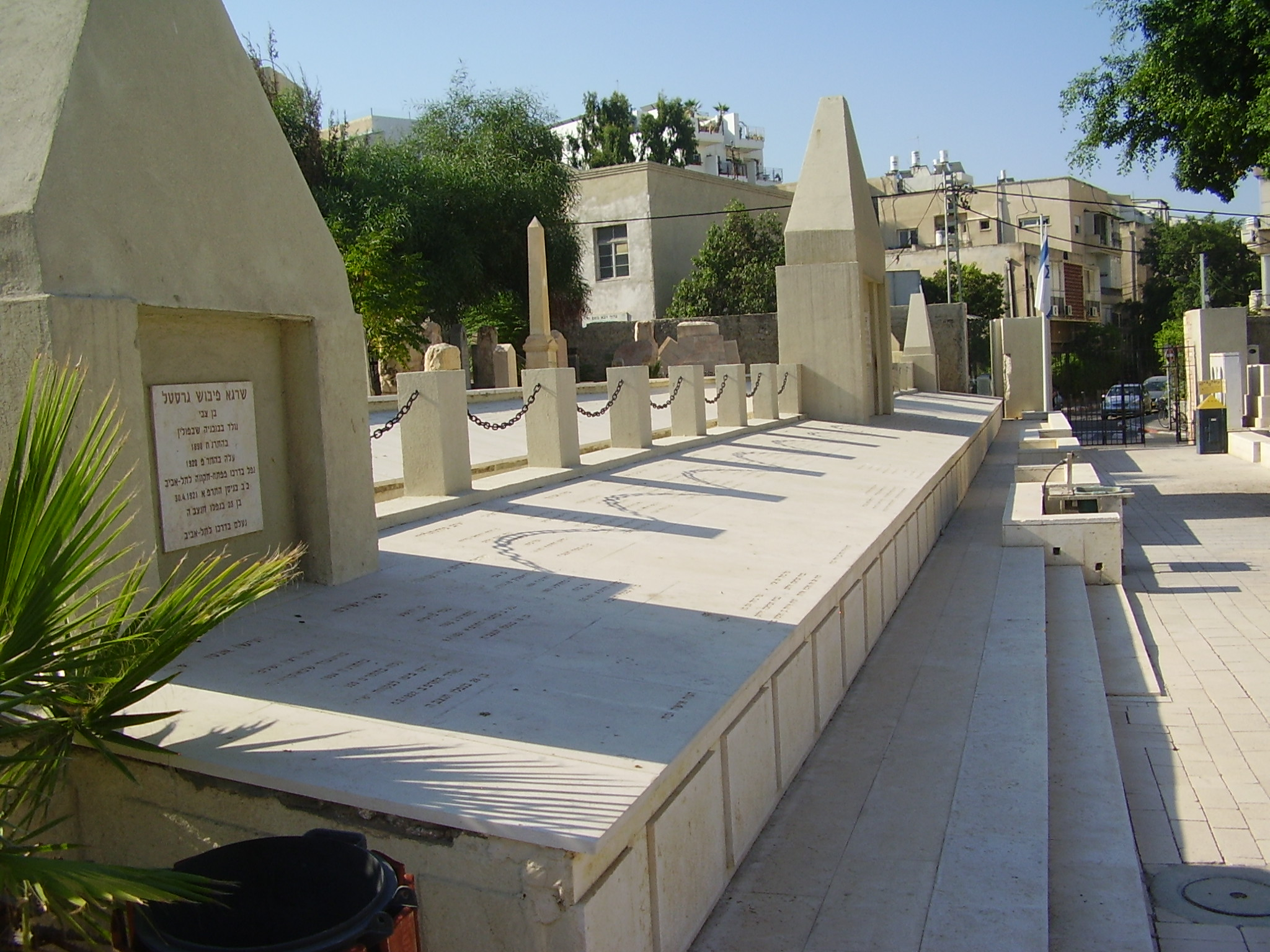
Tumba coletiva das vítimas judias

Os Distúrbios de Jafa referem-se a vários dias de distúrbios e assassinatos que ocorreram durante o Mandato Britânico de Palestiniana entre 1 e 7 de maio de 1921.

## Desenvolvimento
Em 1 de maio de 1921, o Partido Comunista Judeu realizou um desfile em Jafa para comemorar o Dia dos Trabalhadores. Eles haviam distribuído panfletos em árabe e ídiche na noite anterior, pedindo a derrubada do domínio britânico. Na manhã do desfile, um alto oficial de polícia de Jafa, Toufiq Bey Al Said, visitou a sede do partido para advertir os 60 membros presentes a não desfilarem.
Outro grande desfile também havia sido organizado em Tel Aviv pelo rival socialista, Unidade Trabalhadora, com autorização oficial. Quando as duas manifestações se encontraram, eclodiu uma briga, e a força policial do Mandato britânico (chamada de Força de Polícia Palestina) perseguiu os comunistas de Jafa. Ao ouvir os combates, os habitantes árabes de Jaffa partiram para a ofensiva.
Dezenas de britânicos, árabes e judeus testemunharam que muitos homens árabes com facas, espadas e pistolas invadiram edifícios judaicos e mataram seus habitantes, enquanto as mulheres saqueavam. Eles atacaram pedestres e destruíram casas e lojas de judeus. Também agrediram e assassinaram judeus em suas casas, incluindo crianças, e, em alguns casos, abriram o crânio das vítimas.
Um albergue para imigrantes, administrado pela Comissão Sionista, com cerca de cem pessoas que haviam chegado nos últimos dias, foi atacado pela multidão com arremesso de pedras, seguido por bombas e tiros de armas de fogo. Ao ver a chegada da polícia, houve um alívio temporário entre os residentes, mas desapareceu quando ficou evidente que os tiros dos policias não eram para dispersar a multidão, mas, na verdade, eram direcionados aos residentes do edifício. No pátio, um imigrante foi fuzilado por um policial, e outros foram esfaqueados e espancados com paus. Cinco mulheres foram alvo dos tiros dos policiais, enquanto outras três conseguiram escapar. Duas mulheres foram encurraladas pelos policiais, que tentaram violá-las, mas elas conseguiram escapar apesar dos disparos. Uma menina de 14 anos e alguns homens conseguiram fugir do prédio, mas cada um deles foi perseguido e morto a pancadas com barras de ferro ou pedaços de madeira.
Como no ano anterior, durante os Distúrbios palestinos de 1920, a multidão destruiu colchões e travesseiros de suas vítimas, da mesma forma que ocorreu nos pogroms na Rússia, criando "nuvens" de penas no local. Alguns árabes defenderam os judeus e ofereceram-lhes abrigo em suas casas, mas muitas testemunhas conseguiram identificar seus agressores e assassinos como vizinhos. Vários depoentes afirmaram que também havia policiais árabes envolvidos nos ataques.
O Alto Comissário Herbert Samuel declarou estado de emergência, impôs censura à imprensa e solicitou reforços do Egito. O General Edmund Allenby enviou dois destruidores, um para Jaffa e outro para Haifa. Samuel manteve a calma e se reuniu com representantes árabes. Musa al-Husseini, que havia sido destituído do cargo de prefeito de Jerusalém devido à sua participação nos distúrbios do ano anterior, pediu a suspensão da imigração judaica. Samuel concordou, e não permitiu o desembarque de cerca de 300 judeus em duas ou três pequenas embarcações que chegavam, forçando-as a retornar a Istambul. Ao mesmo tempo, Amin al-Husayni, sobrinho de al-Husseini, foi nomeado o Grande Muftí de Jerusalém, uma decisão que posteriormente seria alvo de muitas críticas. Os combates continuaram por vários dias e se estenderam até Rehovot, Kfar Saba, Petaj Tikva e Hadera.

## Consequências imediatas
Um total de 45 judeus foram mortos e outros 146 ficaram feridos, enquanto as baixas árabes somaram 48 mortos e 73 feridos devido a confrontos com as forças britânicas que tentavam restabelecer a ordem.
Milhares de residentes judeus de Jafa fugiram para Tel Aviv e se instalaram em tendas na praia. Tel Aviv, que anteriormente dependia de Jafa, tornou-se uma nova cidade, em grande parte devido aos distúrbios ocorridos em Jafa. No entanto, Tel Aviv ainda dependia de Jaffa para o fornecimento de alimentos, serviços e empregos para a maioria de seus habitantes.
Algumas aldeias, cujos moradores participaram dos atos de violência, foram multadas, e alguns vândalos foram levados a julgamento. O escritor e coeditor do jornal Kuntress, Yosef Haim Brenner, foi uma das vítimas mortais dos distúrbios. O oficial Toufiq Bey Al Said, que renunciou à polícia de Jafa, foi baleado na rua, e sua morte foi atribuída aos veteranos do Hashomer como retaliação pelo assassinato de Brenner.

## Consequências
Em seu discurso por ocasião do aniversário real em junho de 1921, Samuel enfatizou o compromisso da Grã-Bretanha com a segunda parte da Declaração Balfour de 1917 e declarou que a imigração judaica só seria permitida se não afetasse negativamente a economia. Posteriormente, a imigração judaica foi suspensa. Aqueles que ouviram o discurso de Samuel tiveram a impressão de que ele estava tentando apaziguar os árabes devido à preocupação com a expansão judaica, e alguns líderes judeus o boicotaram por um tempo.
A política da Grã-Bretanha em relação ao seu Mandato da Liga das Nações para estabelecer o Lar Nacional Judeu na Palestina mudou para "fixar os números e interesses da população atual" em relação à futura imigração judaica. Assim, uma crítica popular na época foi que Samuel havia revisado a Declaração Balfour e o mandato de estabelecer o Lar Nacional Judeu para criar um Lar Nacional Árabe.
Novos distúrbios sangrentos eclodiram no bairro judeu de Jerusalém em 2 de novembro de 1921, quando cinco residentes judeus e três de seus atacantes árabes foram mortos, levando a pedidos de renúncia do comissário da cidade, Ronald Storrs.